# Tipula livida
Tipula livida är en tvåvingeart. Tipula livida ingår i släktet Tipula och familjen storharkrankar. Arten är reproducerande i Sverige.

## Underarter
Arten delas in i följande underarter:
- T. l. aspasia
- T. l. livida
- T. l. morosa
- T. l. sardolivida

## Bildgalleri

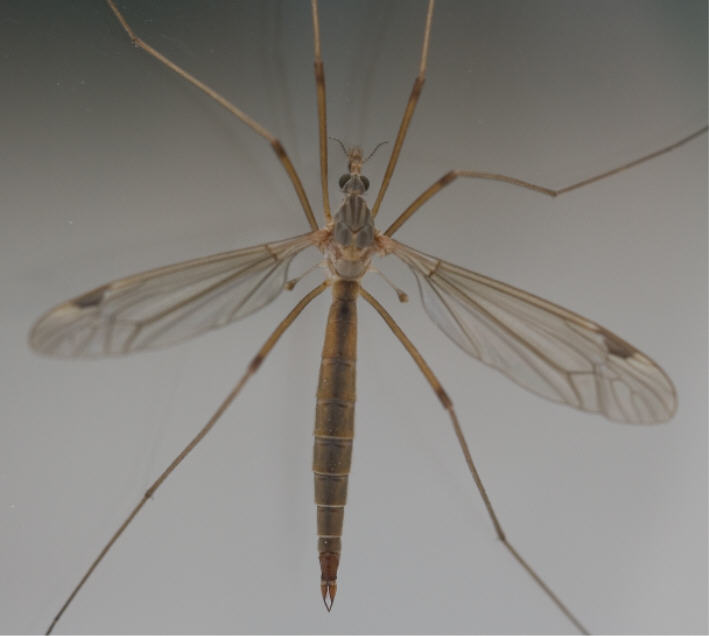